# Călugăreni, Prahova
Călugăreni este satul de reședință al comunei cu același nume din județul Prahova, Muntenia, România.